# جواكيم سيرانو
جواكيم سيرانو (26 مايو 1911 بالبرتغال - ) هو لاعب كرة قدم برتغالي في مركز الدفاع. شارك مع منتخب البرتغال لكرة القدم. أما مع النوادي، فقد لعب مع سبورتينغ لشبونة.

## وصلات خارجية
- جواكيم سيرانو على موقع قاعدة بيانات كرة القدم.إي يو (الإنجليزية)